# Список супругов монархов Норвегии
Список королев Норвегии. Список охватывает большой промежуток времени, и роль королевы сильно менялась за эти столетия. Однако отдельные королевы также сформировали свою собственную роль замечательными способами. Некоторые королевы были не только жёнами правящих монархов, но и правили страной вместе со своим мужьями, а некоторые были регентами Норвегии. Благодаря униям с Данией и Швецией королевы в 1380—1814 годах были также королевами Дании, а в 1814—1905 годах — также королевами Швеции.

## ХорфагерыиКнютлинги
| Изображение | Имя                         | Отец                                                       | Рождение | Брак | Стала консортом | Перестала быть консортом | Смерть | Супруг            | Прим.         |
| ----------- | --------------------------- | ---------------------------------------------------------- | --- | --- | --- | --- | --- | ----------------- | ------------- |
|             | Гида Эйриксдоттир           | Эйрик из Хордаланда                                        | ? | 872 | 872 | 930 отречение мужа | ? | Харальд I         | [ 1 ]         |
|             | Гуннхильд Датская           | Горм Старый, король Дании (Кнютлинги)                      | 910 | 922 | 931 восхождение мужа | 934 свержение мужа | после 970 | Эйрик I           | [ 3 ]         |
|             | Това Ободритская            | Мстивой, князь Ободритов                                   | ? | 963 | 976 муж завоёвывает Норвегию | 985/6 смерть мужа | ? | Харальд Синезубый | [ 5 ] [ 6 ]   |
|             | Тира Датская                | Харальд Синезубый (Кнютлинги)                              | ? | 998 | 998 | 9 сентября 1000 смерть мужа | 18 сентября 1000 | Олав I            | [ 7 ]         |
|             | Сигрид Гордая [легендарная] | Скагул Тост или Мешко I (Пясты)                            | Возможно, её славянским именем было Святослава (подробнее в статье). Также отождествляется с Гунхильдой, дочерью Бурислава, правителя Вендов. Возможно, это три разные жены Свена. | Возможно, её славянским именем было Святослава (подробнее в статье). Также отождествляется с Гунхильдой, дочерью Бурислава, правителя Вендов. Возможно, это три разные жены Свена. | Возможно, её славянским именем было Святослава (подробнее в статье). Также отождествляется с Гунхильдой, дочерью Бурислава, правителя Вендов. Возможно, это три разные жены Свена. | Возможно, её славянским именем было Святослава (подробнее в статье). Также отождествляется с Гунхильдой, дочерью Бурислава, правителя Вендов. Возможно, это три разные жены Свена. | Возможно, её славянским именем было Святослава (подробнее в статье). Также отождествляется с Гунхильдой, дочерью Бурислава, правителя Вендов. Возможно, это три разные жены Свена. | Свен I            | [ 11 ]        |
|             | Астрид Олафсдоттир          | Олаф Щётконунг, король Швеции (Мунсё)                      | ? | февраль 1019 | февраль 1019 | 1028 муж бежит после датского вторжения | 1035 | Олав II           | [ 12 ]        |
|             | Эмма Нормандская            | Ричард I, герцог Нормандии (Нормандская династия)          | 985 | июль 1017 | 1028 муж завоёвывает Норвегию | 12 ноября 1035 смерть мужа | 6 марта 1052 | Кнуд II           | [ 13 ]        |
|             | Елизавета Ярославна         | Ярослав Владимирович, великий князь Киевский (Рюриковичи)  | ок. 1025 | зима 1043/44 | 25 октября 1047 восхождение мужа | 25 сентября 1066 смерть мужа | ок. 1067 | Харальд III       | [ 14 ]        |
|             | Ингрид Датская              | Свен II, король Дании (Эстридсены)                         | ? | ок. 1067 | ок. 1067 | ок. 1093 смерть мужа | ? | Олав III          | [ 15 ]        |
|             | Маргарет Фредкулла          | Инге I, король Швеции (Династия Стенкилей)                 | 1080-е | ок. 1101 | ок. 1101 | август 1103 смерть мужа | ок. 1130 | Магнус III        | [ 17 ]        |
|             | Ингеборга Гуттормсдоттер    | Гутторм Торрессон                                          | ? | ? | август 1103 восхождение мужа | 29 августа 1123 смерть мужа | ? | Эйстейн I         | [ 18 ]        |
|             | Мальмфрида Киевская         | Мстислав Владимирович, великий князь Киевский (Рюриковичи) | ок. 1105 | 1116 и 1120 | 1116 и 1120 | 26 марта 1130 смерть мужа | после 1137 | Сигурд I          | [ 19 ] [ 20 ] |
|             | Кристина Датская            | Кнуд Лавард (Эстридсены)                                   | ок. 1118 | ок. 1132 | ок. 1132 | ок. 1133 | ок. 1133 | Магнус IV         | [ 21 ]        |
|             | Ингрид Рагнвальдсдоттир     | Рагнвальд Ингессон (Династия Стенкилей)                    | 1100/10 | ок. 1134 | ок. 1134 | ок. 1136 смерть мужа | после 1161 | Харальд IV        | [ 22 ]        |
|             | Рагна Николасдоттер         | Николас Маасе                                              | ? | ? | ок. 1142 восхождение мужа | ок. 1157 | ок. 1157 | Эйстейн II        | [ 23 ] [ 24 ] |
|             | Эстрид Бьёрнсдоттер         | Бьёрн Бирдаственд                                          | ? | ? | 4 февраля 1161 восхождение мужа | ок. 1176 | ок. 1176 | Магнус V          | [ 25 ]        |

## Дом Сверре
| Изображение | Имя                   | Отец                                                    | Рождение        | Брак             | Стала консортом                  | Перестала быть консортом    | Смерть        | Супруг        | Прим.  |
| ----------- | --------------------- | ------------------------------------------------------- | --------------- | ---------------- | -------------------------------- | --------------------------- | ------------- | ------------- | ------ |
|             | Маргарита Шведская    | Эрик IX, король Швеции (Дом Эриков)                     | ?               | ок. 1189         | ок. 1189                         | 9 марта 1202 смерть мужа    | ок. 1209      | Сверрир       | [ 26 ] |
|             | Маргрете Скулесдоттер | Скуле Бордссон                                          | ок. 1208        | 25 мая 1225      | 25 мая 1225                      | 15 декабря 1263 смерть мужа | ок. 1270      | Хакон IV      |        |
|             | Рикица Биргерсдоттир  | Биргер (Фолькунги)                                      | ок. 1237        | ок. 1251         | ок. 1251                         | 5 мая 1257 смерть мужа      | после 1288    | Хакон Молодой | [ 28 ] |
|             | Ингеборга Датская     | Эрик IV, король Дании (Эстридсены)                      | ок. 1244        | 11 сентября 1261 | 16 декабря 1263 восхождение мужа | 9 мая 1280 смерть мужа      | ок. 1287      | Магнус VI     | [ 29 ] |
|             | Маргарет Шотландская  | Александр III, король Шотландии (Данкельдская династия) | 28 февраля 1261 | ок. 1281         | ок. 1281                         | 9 апреля 1283               | 9 апреля 1283 | Эйрик II      | [ 30 ] |
|             | Изабелла Брюс         | Роберт Брюс, 6-й лорд Аннандейла (Брюсы)                | ок. 1272        | ок. 1293         | ок. 1293                         | 15 июля 1299 смерть мужа    | 1358          | Эйрик II      | [ 31 ] |
|             | Евфимия Рюгенская     | Вислав II, князь Рюгена (Виславиды)                     | ок. 1270        | весна 1299       | 15 июля 1299 восхождение мужа    | ок. 1312                    | ок. 1312      | Хакон V       | [ 32 ] |

## Фолькунги
| Изображение | Имя               | Отец                                    | Рождение | Брак          | Стала консортом | Перестала быть консортом       | Смерть          | Супруг     | Прим.         |
| ----------- | ----------------- | --------------------------------------- | -------- | ------------- | --------------- | ------------------------------ | --------------- | ---------- | ------------- |
|             | Бланка Намюрская  | Жан I, маркграф Намюра (Дампьеры)       | 1320     | 5 ноября 1335 | 5 ноября 1335   | 15 августа 1343 свержение мужа | 1363            | Магнус VII | [ 35 ]        |
|             | Маргарита Датская | Вальдемар IV, король Дании (Эстридсены) | 1353     | 9 апреля 1363 | 9 апреля 1363   | 11 сентября 1380 смерть мужа   | 28 октября 1412 | Хакон VI   | [ 36 ] [ 37 ] |

## Померанский дом
| Изображение | Имя                | Отец                                  | Рождение    | Брак            | Стала консортом | Перестала быть консортом | Смерть        | Супруг   | Прим.  |
| ----------- | ------------------ | ------------------------------------- | ----------- | --------------- | --------------- | ------------------------ | ------------- | -------- | ------ |
|             | Филиппа Английская | Генрих IV, король Англии (Ланкастеры) | 4 июня 1394 | 26 октября 1406 | 26 октября 1406 | 7 января 1430            | 7 января 1430 | Эрик VII | [ 39 ] |

## Пфальц-Ноймарктская династия
| Изображение | Имя                     | Отец                                                   | Рождение  | Брак             | Стала консортом  | Перестала быть консортом  | Смерть         | Супруг    | Прим.                |
| ----------- | ----------------------- | ------------------------------------------------------ | --------- | ---------------- | ---------------- | ------------------------- | -------------- | --------- | -------------------- |
|             | Доротея Бранденбургская | Иоганн, маркграф Бранденбург-Кульмбаха (Гогенцоллерны) | 1430/1431 | 12 сентября 1445 | 12 сентября 1445 | 6 января 1448 смерть мужа | 10 ноября 1495 | Кристофер | [ 41 ] [ 42 ] [ 43 ] |

## ДомБунде
| Изображение | Имя                  | Отец                                 | Рождение | Брак           | Стала консортом                 | Перестала быть консортом | Смерть          | Супруг | Прим. |
| ----------- | -------------------- | ------------------------------------ | -------- | -------------- | ------------------------------- | ------------------------ | --------------- | ------ | ----- |
|             | Катарина Карлсдоттер | Карл Ормссон Гумсехувуд (Гумсехувуд) | 1418     | 5 октября 1438 | 20 ноября 1449 восхождение мужа | июнь 1450 свержение мужа | 7 сентября 1450 | Карл I |       |

## Ольденбурги
| Изображение               | Имя                                        | Отец                                                                       | Рождение        | Брак            | Стала консортом                  | Перестала быть консортом            | Смерть                 | Супруг       | Прим.                |
| ------------------------- | ------------------------------------------ | -------------------------------------------------------------------------- | --------------- | --------------- | -------------------------------- | ----------------------------------- | ---------------------- | ------------ | -------------------- |
|                           | Доротея Бранденбургская                    | Иоганн, маркграф Бранденбург-Кульмбаха (Гогенцоллерны)                     | 1430/1431       | 28 октября 1449 | 28 октября 1449                  | 21 мая 1481 смерть мужа             | 10 ноября 1495         | Кристиан I   | [ 41 ] [ 42 ] [ 43 ] |
| Междуцарствие (1481—1483) |                                            |                                                                            |                 |                 |                                  |                                     |                        |              |                      |
|                           | Кристина Саксонская                        | Эрнст, курфюрст Саксонии (Веттины)                                         | 25 декабря 1461 | 6 сентября 1478 | 1483 восхождение мужа            | 20 февраля 1513 смерть мужа         | 8 декабря 1521         | Иоганн II    | [ 46 ]               |
|                           | Изабелла Австрийская                       | Филипп I, король Кастилии (Габсбурги)                                      | 18 июля 1501    | 12 августа 1515 | 12 августа 1515                  | 20 января 1523 свержение мужа       | 19 января 1526         | Кристиан II  | [ 47 ]               |
|                           | София Померанская                          | Богуслав X, герцог Померании (Грифичи)                                     | 1498            | 9 октября 1518  | 20 января 1523 восхождение мужа  | 10 апреля 1533 смерть мужа          | 13 мая 1568            | Фредерик I   |                      |
| Междуцарствие (1533—1534) |                                            |                                                                            |                 |                 |                                  |                                     |                        |              |                      |
|                           | Доротея Саксен-Лауэнбургская               | Магнус I, герцог Саксен-Лауэнбурга (Аскании)                               | 9 июля 1511     | 29 октября 1525 | 4 июля 1534 восхождение мужа     | 1 января 1559 смерть мужа           | 7 октября 1571         | Кристиан III | [ 46 ]               |
|                           | София Мекленбург-Гюстровская               | Ульрих III, герцог Мекленбург-Гюстровский (Мекленбург-Гюстров)             | 4 сентября 1557 | 20 июля 1572    | 20 июля 1572                     | 4 апреля 1588 смерть мужа           | 14 октября 1631        | Фредерик II  | [ 48 ]               |
|                           | Анна Екатерина Бранденбургская             | Иоахим III Фридрих, курфюрст Бранденбурга (Гогенцоллерны)                  | 26 июня 1575    | 27 ноября 1597  | 27 ноября 1597                   | 8 апреля 1612                       | 8 апреля 1612          | Кристиан IV  | [ 49 ]               |
|                           | София Амалия Брауншвейг-Люнебургская       | Георг, герцог Брауншвейг-Каленбергский (Ганноверская династия)             | 24 марта 1628   | 1 октября 1643  | 28 февраля 1648 восхождение мужа | 9 февраля 1670 смерть мужа          | 20 февраля 1685        | Фредерик III | [ 46 ]               |
|                           | Шарлотта Амалия Гессен-Кассельская         | Вильгельм VI, ландграф Гессен-Касселя (Гессенский дом)                     | 27 апреля 1650  | 25 июня 1667    | 9 февраля 1670 восхождение мужа  | 25 августа 1699 смерть мужа         | 27 марта 1714          | Кристиан V   | [ 50 ]               |
|                           | Луиза Мекленбург-Гюстровская               | Густав Адольф, герцог Мекленбург-Гюстровский (Мекленбург-Гюстров)          | 28 августа 1667 | 5 декабря 1695  | 25 августа 1699 восхождение мужа | 15 марта 1721                       | 15 марта 1721          | Фредерик IV  | [ 46 ]               |
|                           | Анна София Ревентлов                       | Конрад, граф Ревентлов (Ревентлов)                                         | 16 апреля 1693  | 4 апреля 1721   | 4 апреля 1721                    | 12 октября 1730 смерть мужа         | 7 января 1743          | Фредерик IV  | [ 46 ]               |
|                           | София Магдалена Бранденбург-Кульмбахская   | Кристиан Генрих, маркграф Бранденбург-Байрейт-Кульмбахский (Гогенцоллерны) | 28 ноября 1700  | 7 августа 1721  | 12 октября 1730 восхождение мужа | 6 августа 1746 смерть мужа          | 27 мая 1770            | Кристиан VI  | [ 51 ]               |
|                           | Луиза Великобританская                     | Георг II, король Великобритании (Ганноверская династия)                    | 7 декабря 1724  | 11 декабря 1743 | 6 августа 1746 восхождение мужа  | 19 декабря 1751                     | 19 декабря 1751        | Фредерик V   | [ 52 ]               |
|                           | Юлиана Мария Брауншвейг-Вольфенбюттельская | Фердинанд Альбрехт II, герцог Брауншвейг-Вольфенбюттеля (Вельфы)           | 4 сентября 1729 | 8 июля 1752     | 8 июля 1752                      | 13 января 1766 смерть мужа          | 10 октября 1796        | Фредерик V   | [ 46 ]               |
|                           | Каролина Матильда Великобританская         | Фредерик, принц Уэльский (Ганноверская династия)                           | 11 июля 1751    | 8 ноября 1766   | 8 ноября 1766                    | апрель 1772 развод                  | 10 мая 1775            | Кристиан VII | [ 53 ]               |
|                           | Мария София Гессен-Кассельская             | Карл, ландграф Гессен-Кассельский (Гессенский дом)                         | 28 октября 1767 | 31 июля 1790    | 13 марта 1808 восхождение мужа   | 14 января 1814 муж утратил Норвегию | 21 марта/22 марта 1852 | Фредерик VI  | [ 46 ]               |

## Гольштейн-Готторпы
| Изображение | Имя                                              | Отец                                                         | Рождение      | Брак        | Стала консортом                | Перестала быть консортом   | Смерть       | Супруг    | Прим.  |
| ----------- | ------------------------------------------------ | ------------------------------------------------------------ | ------------- | ----------- | ------------------------------ | -------------------------- | ------------ | --------- | ------ |
|             | Гедвига Елизавета Шарлотта Гольштейн-Готторпская | Фридрих Август I, герцог Ольденбургский (Гольштейн-Готторпы) | 22 марта 1759 | 7 июля 1774 | 4 ноября 1814 восхождение мужа | 5 февраля 1818 смерть мужа | 20 июня 1818 | Карл XIII | [ 55 ] |

## Бернадоты
| Изображение | Имя                      | Отец                                           | Рождение       | Брак            | Стала консортом                   | Перестала быть консортом                                       | Смерть          | Супруг        | Прим.  |
| ----------- | ------------------------ | ---------------------------------------------- | -------------- | --------------- | --------------------------------- | -------------------------------------------------------------- | --------------- | ------------- | ------ |
|             | Дезидерия                | Франсуа Клари                                  | 8 ноября 1777  | 17 августа 1798 | 5 февраля 1818 восхождение мужа   | 8 марта 1844 смерть мужа                                       | 17 декабря 1860 | Карл XIV Юхан | [ 56 ] |
|             | Жозефина Лейхтенбергская | Эжен де Богарне (Богарне)                      | 14 марта 1807  | 19 июня 1823    | 8 марта 1844 восхождение мужа     | 8 июля 1859 смерть мужа                                        | 7 июня 1876     | Оскар I       | [ 57 ] |
|             | Луиза Нидерландская      | Фридрих Нидерландский (Оранская династия)      | 5 августа 1828 | 19 июня 1850    | 8 июля 1859 восхождение мужа      | 30 марта 1871                                                  | 30 марта 1871   | Карл XV       | [ 58 ] |
|             | София Нассауская         | Вильгельм I, герцог Нассау (Нассау-Вейльбурги) | 9 июля 1836    | 6 июня 1857     | 18 сентября 1872 восхождение мужа | 26 октября 1905 муж отрёкся от престола после расторжения унии | 30 декабря 1913 | Оскар II      | [ 59 ] |

## Глюксбурги
| Изображение | Имя                  | Отец                                                               | Рождение       | Брак            | Стала консортом                 | Перестала быть консортом | Смерть         | Супруг    | Прим.  |
| ----------- | -------------------- | ------------------------------------------------------------------ | -------------- | --------------- | ------------------------------- | ------------------------ | -------------- | --------- | ------ |
|             | Мод Великобританская | Эдуард VII, король Великобритании (Саксен-Кобург-Готская династия) | 26 ноября 1869 | 22 июля 1896    | 18 ноября 1905 восхождение мужа | 20 ноября 1938           | 20 ноября 1938 | Хокон VII | [ 60 ] |
|             | Соня Харальдсен      | Карл Огаст Харальдсен                                              | 4 июля 1937    | 29 августа 1968 | 17 января 1991 восхождение мужа | действующая              | действующая    | Харальд V | [ 61 ] |